# Joe Greene (atleta)
Joseph Tilford Lee Greene, detto Joe (Dayton, 17 febbraio 1967), è un ex lunghista statunitense, medaglia di bronzo ai Giochi olimpici di Barcellona 1992 e Atlanta 1996.

## Biografia
Joe Greene ha partecipato ai Giochi olimpici di Barcellona 1992, conquistando la medaglia di bronzo con la misura di 8,34 m, completando un podio tutto statunitense dietro a Carl Lewis e Mike Powell.
Si è ripetuto quattro anni dopo ai Giochi olimpici di Atlanta 1996, ottenendo un'altra medaglia di bronzo con la misura di 8,24 m, alle spalle di Carl Lewis e del giamaicano James Beckford.
Ha vinto, inoltre, una medaglia d'argento ed una medaglia di bronzo ai campionati mondiali indoor nelle edizioni rispettivamente di Toronto 1993 e di Parigi-Bercy 1997.

## Palmarès
| Anno | Manifestazione  | Sede       | Evento         | Risultato | Prestazione | Note                          |
| ---- | --------------- | ---------- | -------------- | --------- | ----------- | ----------------------------- |
| 1992 | Giochi olimpici | Barcellona | Salto in lungo | Bronzo    | 8,34 m      |                               |
| 1993 | Mondiali indoor | Toronto    | Salto in lungo | Argento   | 8,13 m      |                               |
| 1995 | Mondiali indoor | Barcellona | Salto in lungo | 4º        | 8,12 m      |                               |
| 1996 | Giochi olimpici | Atlanta    | Salto in lungo | Bronzo    | 8,24 m      |                               |
| 1997 | Mondiali indoor | Parigi     | Salto in lungo | Bronzo    | 8,41 m      | Miglior prestazione personale |